# Joan Fontcuberta i Gel
|  | No s'ha de confondre amb Joan Fontcuberta i Villà. |

Joan Fontcuberta i Gel (Argentona, 19 de maig de 1938 - Barcelona, 10 de febrer de 2018) fou un traductor i professor universitari català, catedràtic de traducció per la Universitat Autònoma de Barcelona (UAB).

## Recorregut professional
Llicenciat en filosofia i lletres, en la branca de filologia anglogermànica, fou catedràtic de traducció i d'interpretació de la UAB, on va ensenyar diverses llengües, entre les quals català per a estrangers, una especialitat sobre la qual escriví la tesi doctoral Vers una metodologia del català segona llengua (1982), traduïda a l'alemany i a l'anglès.
Les seves primeres traduccions van ser a l'espanyol, però ben aviat va passar a traduir cap al català, principalment gràcies a la creació d'Edicions 62, editorial per la qual va traduir més d'una desena de títols.
Entre les seves traduccions més destacades de l'alemany hi ha La mort a Venècia (Der Tod in Venedig) de Thomas Mann, La metamorfosi (Die Verwandlung) de Franz Kafka i Cap de turc (Ganz unten) de Günter Wallraff; cal ressaltar les quatre traduccions fetes de Günter Grass al català, comprenent-hi El timbal de llauna (Die Blechtrommel). En el cas de l'anglès, destaquen Huckleberry Finn (The Adventures of Huckleberry Finn) de Mark Twain, El món perdut (The Lost World) d'Arthur Conan Doyle i El tercer home (The Third Man) de Graham Greene. També va traduir literatura infantil i juvenil.

## Reconeixements i llegat
L'any 1991 va rebre el Premi de la Institució de les Lletres Catalanes per la traducció de La mort de Virgili (Der Tod des Vergil) de Hermann Broch i l'any 2010 va obtenir el Premi Ciutat de Barcelona per la traducció de La impaciència del cor (Ungeduld des Herzens) de l'austríac Stefan Zweig.
A finals del 2018 el ple municipal de l'Ajuntament d'Argentona va aprovar per unanimitat la proposta de donar el seu nom a la biblioteca municipal. L'acte de nomenament tingué lloc el 12 de gener del 2019. L'alcalde, Eudald Calvo, hi manifestà la previsió de traslladar el nou nom de la biblioteca a l'equipament projectat a la zona de Can Doro per acollir la biblioteca, l'arxiu i la ràdio municipals. L'11 de gener de 2019 es va inaugurar l'exposició «Joan Fontcuberta, tots els colors del camaleó. Art i ètica de la traducció», a la Casa Gòtica d'Argentona, la qual es va exhibir posteriorment a la biblioteca d'Humanitats de la Universitat Autònoma de Barcelona. Amb motiu d'aquesta inauguració es va celebrar la taula rodona «Joan Fontcuberta i Gel: una vida dedicada a la traducció» a la Facultat de Traducció i d'Interpretació de la mateixa universitat. Aquesta exposició també es va poder visitar a la Biblioteca de Catalunya.

## Obra
- 1998: Cent anys de traducció al català (1891-1990) (amb Francesc Parcerisas i Montserrat Bacardí)
- 2008: Tots els colors del camaleó (Un assaig sobre la traducció).

## Traduccions

### De l'alemany al català
- 1966: La mort a Venècia de Thomas Mann
- 1966: Mario i el màgic de Thomas Mann
- 1974: La por del porter davant del penalty, de Peter Handke
- 1979: L'origen de la família, la propietat privada i l'estat de Friedrich Engels
- 1983: Quadres de viatges de Heinrich Heine
- 1984: Les aventures del Baró de Münchhausen de G.A. Bürger
- 1985: En Theo se'n va de Peter Härtling
- 1985: Herois, déus i emperadors de la mitologia romana de Kerry Usher
- 1986: Històrica de Johann Gustav Droysen
- 1986: En Ben estima l'Anna de Peter Härtling
- 1986: Cap de turc de Günter Wallraff
- 1987: Ideologia i utopia: una introducció a la sociologia del coneixement de Karl Mannheim
- 1988: L'homenet taronja de Lilo Fromm
- 1988: Hola, ninot de neu de Janosch
- 1988: Cesc Trujol busca un tresor d'Irina Korschunow
- 1988: El retorn al país de les tortugues d'Irina Korschunow i Mary Rahn
- 1989: Amèrica de Franz Kafka
- 1989: Trànsit d'Anna Seghers
- 1989: La mort de Virgili de Hermann Broch
- 1990: A les altures: intent de salvació, bestieses de Thomas Bernhard
- 1992: Mals averanys de Günter Grass
- 1992: El malaguanyat de Thomas Bernhard
- 1992: El Doctor Faustus: la vida del compositor alemany Adrian Leverkühn contada per un amic de Thomas Mann
- 1992: L'avi John de Peter Härtling
- 1993: El timbal de llauna de Günter Grass
- 1993: Diaris de París i apunts caucasians: 1941-1944 d'Ernst Jünger
- 1994: Els Buddenbrook: la decadència d'una família de Thomas Mann
- 1994: El darrer estiu de Ricarda Huch
- 1997: Una llarga història de Günter Grass
- 1997: La Metamorfosi i altres contes de Franz Kafka
- 1998: A la jungla de les ciutats de Bertolt Brecht
- 2000: La tieta Tilli fa teatre de Peter Härtling
- 2000: Narracions de Franz Kafka
- 2000: Els timbalers de Rainer Zimnik
- 2000: Agnes de Peter Stamm
- 2001: Els caps rodons i els caps punxeguts o als rics els agrada fer-se costat de Bertolt Brecht
- 2001: El món d'ahir: memòries d'un europeu de Stefan Zweig
- 2002: Els ulls del germà etern: llegenda de Stefan Zweig
- 2002: Pluja de gel de Peter Stamm
- 2003: Com els crancs de Günter Grass
- 2003: Amo i gos: idil·li de Thomas Mann
- 2004: Nit de tempesta i altres poemes d'Hugo von Hofmannsthal
- 2004: Fouché. Retrat d'un home polític de Stefan Zweig
- 2008: L'enganyada de Thomas Mann
- 2008: Montaigne de Stefan Zweig
- 2010: El magnetitzador: un esdeveniment familiar d'E.T.A. Hoffmann
- 2010: Tot el que tinc, ho duc al damunt de Herta Müller
- 2010: La impaciència del cor de Stefan Zweig
- 2010: Triomf i tragèdia d'Erasme de Rotterdam de Stefan Zweig
- 2013: Les tribulacions del jove Werther de Johann Wolfgang von Goethe
- 2014: El Llibre Dels Relats Perduts De Bambert de Reinhardt Jung
- 2015: L'embriaguesa de la metamorfosi de Stefan Zweig
- 2015: Cartes Seleccionades de Rainer & Lou de RM. Rilke i L. Andreas-Salomé
- 2016: El baró Bagge d'Alexander Lernet-Holenia
- 2017: Clarissa de Stefan Zweig
- 2018: Por de Stefan Zweig
- 2018: A l'arca a les vuit d'Ulrich Hulb
- 2018: Només un dia de Martin Baltscheit

### De l'anglès al català
- 1979: Les Aventures d'en Huckleberry Finn de Mark Twain
- 1985: Models de vida a la terra de David Jollands [ed.]
- 1985: Manual de la bruixa de Malcom Bird
- 1985: El llibre de Nadal de Malcom Bird i Alan Dart
- 1986: Mitologia egípcia: déus i faraons de Gerladine Harris
- 1986: Mitologia russa d'Elizabeth Warner
- 1986: El darrer del mohicans de James Fenimore Cooper
- 1987: El viatge fantàstic de Gerald Durrell
- 1987: El tercer home de Graham Greene
- 1987: Mitologia cèltica d'Anne Ross
- 1987: Mitologia d'Amèrica del Nord de Marion Wood
- 1988: Neuromàntic de William Gibson
- 1992: Robinson Crusoe de Daniel Defoe
- 1992: Contes complets de Beatrix Potter
- 1992: El món perdut d'Arthur Conan Doyle
- 1997: El trastorn de Portnoy de Philip Roth
- 1998: Charlie i el gran ascensor de vidre de Roald Dahl
- 2010: La foscor visible. Crònica d'una follia de William Styron

### De l'alemany al castellà
- 1964: Las internacionales de Günter Nolau
- 1968: De la estirpe de Odín de Thomas Mann
- 1973: El compromiso en literatura y arte de Bertolt Brecht
- 1982: Mario y el mago y otros relatos de Thomas Mann
- 2001: El Mundo de ayer: memorias de un europeo de Stefan Zweig
- 2002: Los ojos del hermano eterno: leyenda de Stefan Zweig
- 2003: Amok de Stefan Zweig
- 2004: Tres maestros: Balzac, Dickens, Dostoievski de Stefan Zweig
- 2006: La impaciencia del corazón de Stefan Zweig
- 2007: El candelabro enterrado: una leyenda de Stefan Zweig
- 2007: El descubrimiento del espíritu: estudios sobre la génesis del pensamiento europeo en los griegos de Bruno Snell
- 2007: Las dos amigas y el envenenamiento d'Alfred Döblin
- 2008: Montaigne de Stefan Zweig
- 2010: El magnetizador: un acontecimiento familiar d'E.T.A Hoffmann
- 2011: Conversaciones sobre música de Wilhelm Furtwängler
- 2013: Pero, ¿qué será de este muchacho? de Heinrich Böll
- 2014: Confusión de sentimientos de Stefan Zweig
- 2014: Ser amigo mío es funesto. Correspondencia (1927-1938) de Joseph Roth i Stefan Zweig
- 2015: Una historia crepuscular de Stefan Zweig
- 2017: La curación por el espíritu (Mesmer, Baker-Eddy, Freud) de Stefan Zweig
- 2018: Correspondencia (1912-1942) de Friderike i Stefan Zweig
- 2018: Américo Vespucio. Relato de un error histórico de Stefan Zweig
- 2018: En el arca a las ocho d'Ulrich Hulb

### De l'anglès al castellà
- 1987: El tercer hombre de Graham Greene
- 2013: El festín de John Saturnall de Lawrence Norfolk
- 2013: Reinos desaparecidos. La historia olvidada de Europa de Norman Davies
- 2014: El príncipe rojo. Las vidas secretas de un archiduque de Hasburgo de Timothy Snyder